# Велья (приток Кудеба)
Велья (в нижнем течении — Налица, в верхнем течении — Чёрная) — река в России, течёт по территории Печорского района Псковской области. Вытекает из озера Чёрного на высоте 111 м над уровнем моря. Устье реки находится на высоте 105 м над уровнем моря в 45 км по левому берегу реки Кудеб. Длина реки составляет 14 км.

## Данные водного реестра
По данным государственного водного реестра России относится к Балтийскому бассейновому округу, водохозяйственный участок реки — Великая. Относится к речному бассейну реки Нарва (российская часть бассейна).
Код объекта в государственном водном реестре — 01030000212102000028976.